# Benítez (Buenos Aires)
Benítez es una localidad del partido de Chivilcoy, en la provincia de Buenos Aires, Argentina.

## Ubicación
Situada en el Cuartel Primero a 14 km al oeste de la ciudad de Chivilcoy, ciudad cabecera del partido del mismo nombre, accesible por camino vecinal y desde Ruta Provincial 51. 
Dicha localidad, es un centro de población rural y cuenta con estafeta postal, escuela primaria, educación inicial y un dispensario médico. También posee acceso asfaltado, calles mejoradas, iluminación eléctrica y conectividad a Internet. El transporte público local llega a la localidad pero solo una vez por semana. Hay parada de trenes, pero el servicio ferroviario de la provincia de Buenos Aires se encuentra interrumpido o es irregular.

## Población
Cuenta con 68 habitantes (Indec, 2010), en los censos de 2001 y 1991 se la consideró Población rural dispersa. La principal fuente de empleos es la actividad agropecuaria y existen dos plantas de silos de gran capacidad para el almacenaje de las cosechas. El comercio está representado por tres establecimientos: la panadería y despensa (el más antiguo), un tradicional boliche de campo y un kiosco.
La actividad comunitaria se desarrolla en El Club San Martín de Benítez, prestigiosa entidad social y deportiva del pueblo. Y como sucede con otras localidades de campaña, muchas familias de grandes ciudades han adquirido propiedades para tener una casa de fin de semana en el campo, ya que la tranquilidad y la accesibilidad de Benítez lo hacen un buen lugar para el descanso. 

## Toponimia
El antiguo nombre de la localidad, aceptado por el IGM, era el de "Villa Ugarte", sin que se tenga en claro a quién hacía referencia esa denominación, aunque probablemente fuera el apellido del gobernador homónimo de la provincia de Buenos Aires. Este nombre, poco conocido y casi nunca usado, se cambió por el de Mariano Benítez, correspondiente al de uno de los vecinos firmantes del acta fundacional de la ciudad de Chivilcoy el 22 de octubre de 1854. Dicho cambio se produjo mediante Ordenanza Municipal N.º 5.895 del Honorable Concejo Deliberante de Chivilcoy con fecha del 17 de agosto de 2006, en ocasión de celebrarse el 105 aniversario de la pequeña localidad. Entre los fundamento de la Ordenanza se encuentra el hecho de que el poblado desde siempre denominado popularmente como "Benítez", sin que deba confundirse con la localidad homónima en jurisdicción del partido de Pergamino .

## Historia
El origen de la localidad en sí, se remonta a la construcción de la Estación Benítez del Ferrocarril Oeste (hoy Sarmiento), en el tramo Chivilcoy-Bragado, en torno a la cual se levanta el poblado. Dicha estación ferroviaria se levantó en terrenos donados del establecimiento rural "Sol de Mayo" propiedad de la familia Benítez, otorgándole así su denominación histórica. El jefe de la distinguida familia, don Mariano Benítez, tuvo una activa participación en la política chivilcoyana, siendo uno de los firmantes del Acta de Fundación de la ciudad de Chivilcoy, y fue uno de los impulsores del reclamo de los labradores de la zona, que dará lugar a la Ley de Tierras de la provincia de Buenos Aires de 1857, también conocida como "Ley de Tierras de Chivilcoy" o "Ley Sarmiento". El 7 de febrero de 1887 se habilitó en las tierras donadas por la familia Benítez la estación del Ferrocarril del Oeste que llevará su nombre. El solar fue donado por Don Máximo Alejandro Benítez, hijo de Don Mariano Benítez, nacido en 1814 y fallecido en 1870, quien fuera un reconocido estanciero, comerciante y pionero del progreso económico de la ciudad de Chivilcoy.
Sin embargo, el poblado mismo no se levantó en terrenos de la familia Benítez sino en aquellos que pertenecían al Consejo Escolar del distrito de Chivilcoy. Según lo investigado por la doctora María Amanda Caggiano, el domingo 29 de septiembre de 1901 se efectuó el remate de esas parcelas, a cargo del subastador público Juan B. Lavié, dando lugar a la radicación de las primeras familias que conformarían el núcleo de original de pobladores de la localidad. En 1902 abrió sus puertas la Escuela Primaria N.º 25 “Martín Miguel de Güemes” y aún se siguen dictando clases en dicho establecimiento educativo.